# António Guterres
António Manuel de Oliveira Guterres (n. 30 aprilie 1949, Lisabona, Portugalia - A Doua Republică Portugheză - " Statul nou") este un om politic portughez. Secretar general al Partidului Socialist începând cu anul 1992. A fost prim-ministru al Republicii Portugheze între 1995–2002. Începând cu 1 ianuarie 2017 este Secretar General al Națiunilor Unite, fiind a 9-a persoană care ocupă această funcție.